# رودولف إلميرا
رودولف إلميرا (بالفرنسية: Rodolphe Elmira)‏ هو لاعب كرة قدم فرنسي في مركز الدفاع، ولد في 12 أكتوبر 1962 في لو لامنتين ‏ في فرنسا. لعب مع إتويل كاروغ ونادي غرونوبل ونادي لومان ونادي لوهان كويسو.

## وصلات خارجية
- رودولف إلميرا على موقع قاعدة بيانات كرة القدم.إي يو (الإنجليزية)
- رودولف إلميرا على موقع عالم كرة القدم.نت (الإنجليزية)